# Natação nos Jogos Pan-Americanos de 2023 - 50 m livre feminino
A competição de 50 m livre feminino da natação nos Jogos Pan-Americanos de 2023 foi disputada em 24 de outubro no Centro Acuático Estadio Nacional, em Santiago, no Chile. No total, competiram 36 atletas de 28 Comitês Olímpicos Nacionais (CON).

## Calendário
Horário local (UTC-4).
| Data          | Horário | Fase          |
| ------------- | ------- | ------------- |
| 24 de outubro | 09:02   | Eliminatórias |
| 24 de outubro | 16:00   | Final B       |
| 24 de outubro | 16:05   | Final A       |

## Medalhistas
| Ouro   | CAN Maggie Mac Neil USA Gabi Albiero |
| Bronze | USA Catie DeLoof                     |

## Recordes
Antes desta competição, os recordes mundiais e dos Jogos Pan-Americanos da prova eram os seguintes:
| Tipo                             | Atleta                         | Tempo | Local   | Data                |
| -------------------------------- | ------------------------------ | ----- | ------- | ------------------- |
|                                  | CHN Haiyang Qin                | 23s67 | Fukuoka | 29 de julho de 2023 |
| Recorde dos Jogos Pan-Americanos | BAH Arianna Vanderpool-Wallace | 24s31 | Toronto | 17 de julho de 2015 |

## Resultados

### Eliminatórias
Qualificação: Os oito mais rápidos (QA) qualificam-se para a final A e os próximos oito mais rápidos (QB) se qualificam-se para a final B.
As eliminatórias foram realizadas em 24 de outubro.
| Pos. | Bateria | Raia | Atleta               | Nacionalidade                       | Tempo | Notas |
| ---- | ------- | ---- | -------------------- | ----------------------------------- | ----- | ----- |
| 1    | 5       | 4    | Catie De Loof        | USA Estados Unidos                  | 24.79 | QA    |
| 2    | 4       | 4    | Gabi Albiero         | USA Estados Unidos                  | 25.03 | QA    |
| 3    | 3       | 4    | Maggie MacNeil       | CAN Canadá                          | 25.28 | QA    |
| 4    | 5       | 5    | Lorrane Ferreira     | BRA Brasil                          | 25.30 | QA    |
| 5    | 4       | 5    | Stephanie Balduccini | BRA Brasil                          | 25.50 | QA    |
| 6    | 5       | 3    | Sofia Revilak        | MEX México                          | 25.57 | QA    |
| 7    | 4       | 3    | Sirena Rowe          | COL Colômbia                        | 25.63 | QA    |
| 8    | 3       | 3    | Andrea Berrino       | ARG Argentina                       | 25.64 | QA    |
| 9    | 5       | 6    | Anicka Delgado       | ECU Equador                         | 25.65 | QB    |
| 10   | 4       | 2    | Lismar Lyon          | VEN Venezuela                       | 25.91 | QB    |
| 11   | 5       | 7    | Isabella Arcila      | COL Colômbia                        | 25.92 | QB    |
| 12   | 3       | 7    | Emma Harvey          | BER Bermudas                        | 25.96 | QB    |
| 13   | 3       | 6    | Marina Spadoni       | ESA El Salvador                     | 26.10 | QB    |
| 14   | 4       | 7    | Andrea Sansores      | MEX México                          | 26.12 | QB    |
| 15   | 3       | 1    | Emily Macdonald      | JAM Jamaica                         | 26.23 | QB    |
| 16   | 3       | 2    | Rafaela Fernandini   | PER Peru                            | 26.25 | QB    |
| 17   | 5       | 2    | Madelyn Moore        | BER Bermudas                        | 26.26 |       |
| 18   | 3       | 5    | Ashley Thompson      | TTO Trinidad e Tobago               | 26.32 |       |
| 19   | 5       | 1    | Elisabeth Timmer     | ARU Aruba                           | 26.38 |       |
| 20   | 2       | 7    | Inés Marín           | CHI Chile                           | 26.57 |       |
| 21   | 4       | 1    | Luna María Chabat    | URU Uruguai                         | 26.68 |       |
| 22   | 1       | 5    | Beatriz Padron       | CRC Costa Rica                      | 26.73 |       |
| 23   | 5       | 8    | María José Ribera    | BOL Bolívia                         | 26.89 |       |
| 24   | 4       | 8    | María Schutzmeier    | NCA Nicarágua                       | 27.15 |       |
| 25   | 2       | 8    | Sarah Szklaruk       | CHI Chile                           | 27.25 |       |
| 26   | 2       | 2    | Tilly Collymore      | GRN Granada                         | 27.43 |       |
| 26   | 2       | 6    | María Castillo       | PAN Panamá                          | 27.34 |       |
| 28   | 2       | 5    | Abril Aunchayna      | URU Uruguai                         | 27.37 |       |
| 29   | 2       | 3    | Victoria Russell     | BAH Bahamas                         | 27.54 |       |
| 30   | 3       | 8    | María Santis         | EAI Equipe de Atletas Independentes | 27.56 |       |
| 31   | 1       | 3    | Kennice Greene       | VIN São Vicente e Granadinas        | 27.71 |       |
| 32   | 2       | 4    | María José Arrua     | PAR Paraguai                        | 27.81 |       |
| 32   | 2       | 1    | Aleka Persaud        | GUY Guiana                          | 27.81 |       |
| 34   | 1       | 6    | Kaeylin Djoparto     | SUR Suriname                        | 30.21 |       |
| –    | 1       | 4    | Kyra Rabess          | CAY Ilhas Cayman                    | DNS   |       |
| –    | 4       | 6    | Katerine Savard      | CAN Canadá                          | DNS   |       |

### Final B
A final B foi realizada em 24 de outubro.
| Pos. | Raia | Atleta             | Nacionalidade   | Tempo | Notas |
| ---- | ---- | ------------------ | --------------- | ----- | ----- |
| 9    | 4    | Anicka Delgado     | ECU Equador     | 25.45 |       |
| 10   | 5    | Lismar Lyon        | VEN Venezuela   | 25.55 |       |
| 11   | 3    | Emma Harvey        | BER Bermudas    | 25.81 |       |
| 12   | 2    | Andrea Sansores    | MEX México      | 25.92 |       |
| 13   | 6    | Marina Spadoni     | ESA El Salvador | 26.00 |       |
| 14   | 1    | Rafaela Fernandini | PER Peru        | 26.12 |       |
| 15   | 8    | Madelyn Moore      | BER Bermudas    | 26.28 |       |
| 16   | 7    | Emily Macdonald    | JAM Jamaica     | 26.37 |       |

### Final A
A final A foi realizada em 24 de outubro.
| Pos. | Raia | Atleta               | Nacionalidade      | Tempo | Notas |
| ---- | ---- | -------------------- | ------------------ | ----- | ----- |
| 01 ! | 3    | Maggie MacNeil       | CAN Canadá         | 24.84 |       |
| 01 ! | 5    | Gabi Albiero         | USA Estados Unidos | 24.84 |       |
| 03 ! | 4    | Catie De Loof        | USA Estados Unidos | 24.88 |       |
| 4    | 6    | Lorrane Ferreira     | BRA Brasil         | 25.17 |       |
| 5    | 2    | Stephanie Balduccini | BRA Brasil         | 25.25 |       |
| 6    | 7    | Sofia Revilak        | MEX México         | 25.67 |       |
| 7    | 1    | Sirena Rowe          | COL Colômbia       | 25.84 |       |
| 8    | 8    | Andrea Berrino       | ARG Argentina      | 25.98 |       |

Legenda
| Recorde mundial                  | Recorde mundial (World record)               |                       | Recorde africano                      | Recorde africano (African) |                                           | Q | Classificado por posição (Qualified) |
| Recorde dos Jogos Pan-Americanos | Recorde pan-americano (Pan-American record)  | Recorde da América    | Recorde da América (Americas)         | q                          | Classificado por melhor tempo (Qualified) |   |                                      |
| Melhor marca do ano              | Melhor marca do ano (World leading)          | Recorde asiático      | Recorde asiático (Asian)              | DNS                        | Não largou (Did not start)                |   |                                      |
| Recorde nacional                 | Recorde nacional (National record)           | Recorde europeu       | Recorde europeu (European)            | DNF                        | Não terminou (Did not finish)             |   |                                      |
| Recorde pessoal                  | Recorde pessoal do atleta (Personal best)    | Recorde da Oceania    | Recorde da Oceania (Oceania)          | DSQ / DQ                   | Desclassificado (Disqualified)            |   |                                      |
| Recorde da temporada             | Recorde da temporada do atleta (Season best) | Recorde sul-americano | Recorde sul-americano (South America) | NM                         | Sem marca (No mark)                       |   |                                      |